# Paní Inger na Östrotě
Paní Inger na Östrotě, (norsky: Fru Inger til Østeraad) je dramatická divadelní hra, kterou napsal Henrik Ibsen v roce 1854 (tiskem vyšlo roku 1857). Premiéra proběhla v Bergenu 2. ledna 1855.
Hra má 5 dějství. Jedná se o historicko-romantickou tragédii odehrávající se v 16. století na zámku Östrotě u Trondheimského fjordu.
Hlavní hrdinkou je paní Inger Ottisdatter Römer, vdova po říšském hofmistru Nilsi Gyldenlövovi, urozená norská dáma, paní na zámku Östrotě a bývalá milenka švédského hraběte Stena Stureho. Složitý děj je protkaný intrikami a tematizuje vzpouru Norů proti dánskému útlaku. Paní Inger stojí před rozhodnutím, zda se spojit s Dány a dostat tak svého nemanželského syna na švédský trůn, což by ovšem znamenalo zradu na norských krajanech. V zaslepenosti stát se královou matkou končí paní Inger jako zlomená a tragická postava.

## Postavy
- Paní Inger Ottisdatter Römer, vdova po říšském hofmistru Nilsi Gyldenlövovi
- Elina Gyldenlövová, její dcera
- Nils Lykke, říšský rada a dánský rytíř
- Olaf Skaktavl, vážený norský šlechtic
- Nils Stenssön, nemanželský syn paní Inger
- Pan Jens Bjelke, švédský velitel
- Björn, komorník na Östrotě
- podomek Finn
- hradní Ejnar Huk
- čeleď, sedláci a švédští vojíni

## Děj
Je rok 1528 a paní Inger se naskýtá možnost zbavit se útlaku Dánů, když se ve Švédsku vzbouří Dálští proti králi Gustavovi. 
Její plány ale zbrzdí příjezd dánského vyslance Nilse Lykkeho, jehož skutečným záměrem návštěvy je zlikvidovat hraběte Nilse Stureho, syna Stena Stureho, který vzpouru ve Švédsku inicioval. Místo něj se ale setkává s norským šlechticem Olafem Skaktavlem, kterého poslal na Östrot jistý Petr Kanzler. Lykkemu se zalíbí dcera paní Inger, Elina, která ale jeho šarmu na začátku odolá. Elina ale také neví, že Lykke zavinil smrt její sestry Lucie, které zlomil srdce. Nils Lykke v zámku najde Nilse Stenssöna a z dopisů od Petra Kanzlera se dozví, že Stenssön je legitimní syn Inger a Stena Stureho. Inger neví, že je její syn na zámku, přesto jej potká a myslí si, že je to syn Stureho z jeho manželství. Inger posílá své lidi do boje proti Dánům do Švédska a její syn jde také, protože má pocit, že si musí vydobýt slávu i zemi, aby si získal přízeň své matky.
Elina s Lykkem si vyznají lásku, a proto chce Elina pomoci Lykkemu k útěku ze zámku. Inger jí ale prozradí, že to byl právě Nils Lykke, který zapříčinil smrt její sestry Lucie. Sedláci se spolu s Olafem a synem Inger vracejí na zámek, ale paní Inger přikáže Olafovi, ať zabije Nilse Stenssöna, protože jinak by se její syn nemohl dostat na švédský trůn. Švédům, kteří si pro něj přijdou, namluví, že spáchal sebevraždu. U rakve však paní Inger zjistí, že to byl její pravý syn, protože měl na krku Sten Sturův prsten. V té chvíli chce paní na Östrotě zemřít také.
Paní Inger na Östrotě je drama s historickým námětem. O historii se však opírá jen zřídka. Hlavními tématy jsou zde láska, pomsta, touha po moci a intriky. Norové se spoléhají na paní Inger, že jim pomůže zbavit se dánské nadvlády. V minulosti totiž přísahala, že se pomstí Dánům za smrt svého přítele, norského rytíře. V době, kdy má možnost splnit, co slíbila, je však na vážkách, jelikož by svou pomstou mohla ohrozit svého nemanželského syna a jeho naději na švédský trůn. Její slib z minulosti je tak ohrožen, protože dává přednost dobru svého syna před blahem země. Tím také zanedbává své dcery, jednu provdá do Dánska, aby si naklonila přízeň svých nepřátel. Možná také proto důvěra jejích krajanů postupně slábne. Svou další dceru Elinu chce na začátku dokonce provdat za dánského rytíře Nilse Lykkeho, který v minulosti zapříčinil smrt její další dcery Lucie. Láska Inger je ale velmi sobecká, protože se chce stát prostřednictvím svého syna matkou krále. Její syn přijede na zámek jako Nils Stenssön, nepoznán. Sám neví, že je synem paní Inger, jelikož byl držen jako rukojmí ve Švédsku a vychováván v nevědomosti. Právě z dopisu od Kanzlera se Lykke dozví, že Nils Stenssön je syn paní na Östrotě a švédského hraběte Stena Stura. Stává se tak kandidátem na švédský trůn. Tím začínají intriky Lykkeho, který toto zjištění použije ve svůj vlastní prospěch. Chce po paní Inger, aby poslala na pomoc švédským vzbouřencům své lidi, a pak jí teprve prozradí, kde je její syn. Inger považuje Stenssöna za soka svého syna, a tak jej dá zabít. Ve své zaslepenosti a touze najít syna zabije své vlastní dítě a to se stává jejím největším životním trestem. 
Podle hry byl v roce 1975 natočen norský film Fru Inger til Østråt  (režie Sverre Udnæs).

## Česká vydání
- Ibsen Henrik: Paní Inger na Östrotě, nakladatelství Sfinx, B. Janda, Praha 1928, přeložil Viktor Šuman.